# Франнсен, Йон (дирижёр)
Йон Франнсен (дат. John Frandsen; 10 июля 1918, Копенгаген — 18 июля 1996) — датский дирижёр.
Окончил Датскую Королевскую академию музыки. В 1945—1946 гг. работал в Симфоническом оркестре Датского радио, в 1946—1980 гг. возглавлял Копенгагенскую оперу и Королевскую капеллу. Наибольшего признания добился в моцартовском и вагнеровском материале, осуществил также первую датскую постановку «Питера Граймза» Бенджамина Бриттена. Одновременно в 1950—1980 гг. возглавлял Датскую Оперную академию. Как симфонический дирижёр известен своими интерпретациями музыки Карла Нильсена (премия имени Нильсена, 1981), записал также произведения других скандинавских композиторов.